# Lothar Englert
Lothar Englert (* 18. Juli 1933 in Hainsberg, Amtshauptmannschaft Dresden; † 3. Oktober 2015 in Schwedt/Oder) war ein deutscher Ingenieur und Politiker (SPD).

## Leben und Beruf
Nach dem Abitur studierte Englert von 1952 bis 1957 Maschinenbau/Technologie und Papiertechnik an der Technischen Universität Dresden. Er bestand die Prüfung als Diplom-Ingenieur und war von 1956 bis 1961 als wissenschaftlicher Mitarbeiter und Assistent an der TU Dresden tätig. Von 1961 bis 1989 arbeitete er im VEB Papier- und Kartonwerke in Schwedt. 1989/90 hatte er leitende Funktionen im Produktions- und Investitionsbereich bei der Schwedt Papier & Karton GmbH inne.
Lothar Englert war verheiratet und hatte drei Kinder.

## Politik
Englert trat nach der politischen Wende in der DDR in die SPD ein und wurde 1990 in die Schwedter Stadtverordnetenversammlung gewählt. Von 1990 bis 1999 war er Mitglied des Brandenburgischen Landtages. Hier war er von 1993 bis 1999 Mitglied des Ausschusses für Wirtschaft, Mittelstand und Technologie, dessen Vorsitz er 1993/94 innehatte. Im Parlament vertrat er von 1990 bis 1994 den Wahlkreis Schwedt und von 1994 bis 1999 den Wahlkreis Uckermark III.